# Saint-Martin-de-Bavel
Saint-Martin-de-Bavel és un municipi francès situat al departament de l'Ain i a la regió d'Alvèrnia-Roine-Alps. L'any 2007 tenia 453 habitants.

## Demografia

### Població
El 2007 la població de fet de Saint-Martin-de-Bavel era de 453 persones. Hi havia 161 famílies de les quals 42 eren unipersonals (17 homes vivint sols i 25 dones vivint soles), 47 parelles sense fills, 68 parelles amb fills i 4 famílies monoparentals amb fills.
La població ha evolucionat segons el següent gràfic:
Habitants censats

### Habitatges
El 2007 hi havia 236 habitatges, 168 eren l'habitatge principal de la família, 37 eren segones residències i 31 estaven desocupats. 219 eren cases i 18 eren apartaments. Dels 168 habitatges principals, 130 estaven ocupats pels seus propietaris, 29 estaven llogats i ocupats pels llogaters i 10 estaven cedits a títol gratuït; 1 tenia una cambra, 3 en tenien dues, 31 en tenien tres, 37 en tenien quatre i 96 en tenien cinc o més. 140 habitatges disposaven pel capbaix d'una plaça de pàrquing. A 68 habitatges hi havia un automòbil i a 90 n'hi havia dos o més.

### Piràmide de població
La piràmide de població per edats i sexe el 2009 era:
| Homes | Edats   | Dones |
| ----- | ------- | ----- |
| 0     | 95 o +  | 0     |
| 4     | 90 a 94 | 12    |
| 0     | 85 a 89 | 12    |
| 8     | 80 a 84 | 4     |
| 4     | 75 a 79 | 8     |
| 4     | 70 a 74 | 4     |
| 4     | 65 a 69 | 8     |
| 12    | 60 a 64 | 12    |
| 8     | 55 a 59 | 4     |
| 8     | 50 a 54 | 4     |
| 8     | 45 a 49 | 16    |
| 12    | 40 a 44 | 8     |
| 12    | 35 a 39 | 12    |
| 32    | 30 a 34 | 16    |
| 4     | 25 a 29 | 8     |
| 4     | 20 a 24 | 4     |
| 12    | 15 a 19 | 9     |
| 8     | 10 a 14 | 4     |
| 12    | 5 a 9   | 20    |
| 8     | 0 a 4   | 12    |

## Economia
El 2007 la població en edat de treballar era de 266 persones, 204 eren actives i 62 eren inactives. De les 204 persones actives 193 estaven ocupades (101 homes i 92 dones) i 11 estaven aturades (5 homes i 6 dones). De les 62 persones inactives 24 estaven jubilades, 26 estaven estudiant i 12 estaven classificades com a «altres inactius».

### Ingressos
El 2009 a Saint-Martin-de-Bavel hi havia 171 unitats fiscals que integraven 451,5 persones, la mediana anual d'ingressos fiscals per persona era de 20.297 €.

### Activitats econòmiques
Dels 17 establiments que hi havia el 2007, 2 eren d'empreses de fabricació d'altres productes industrials, 10 d'empreses de construcció, 1 d'una empresa de transport, 1 d'una empresa d'hostatgeria i restauració, 2 d'empreses de serveis i 1 d'una empresa classificada com a «altres activitats de serveis».
Dels 8 establiments de servei als particulars que hi havia el 2009, 2 eren paletes, 2 guixaires pintors, 1 fusteria, 1 lampisteria, 1 electricista i 1 empresa de construcció.
L'any 2000 a Saint-Martin-de-Bavel hi havia 11 explotacions agrícoles que ocupaven un total de 640 hectàrees.

## Equipaments sanitaris i escolars
El 2009 hi havia una escola elemental.

## Poblacions més properes
El següent diagrama mostra les poblacions més properes.